# ベストヴィヒ

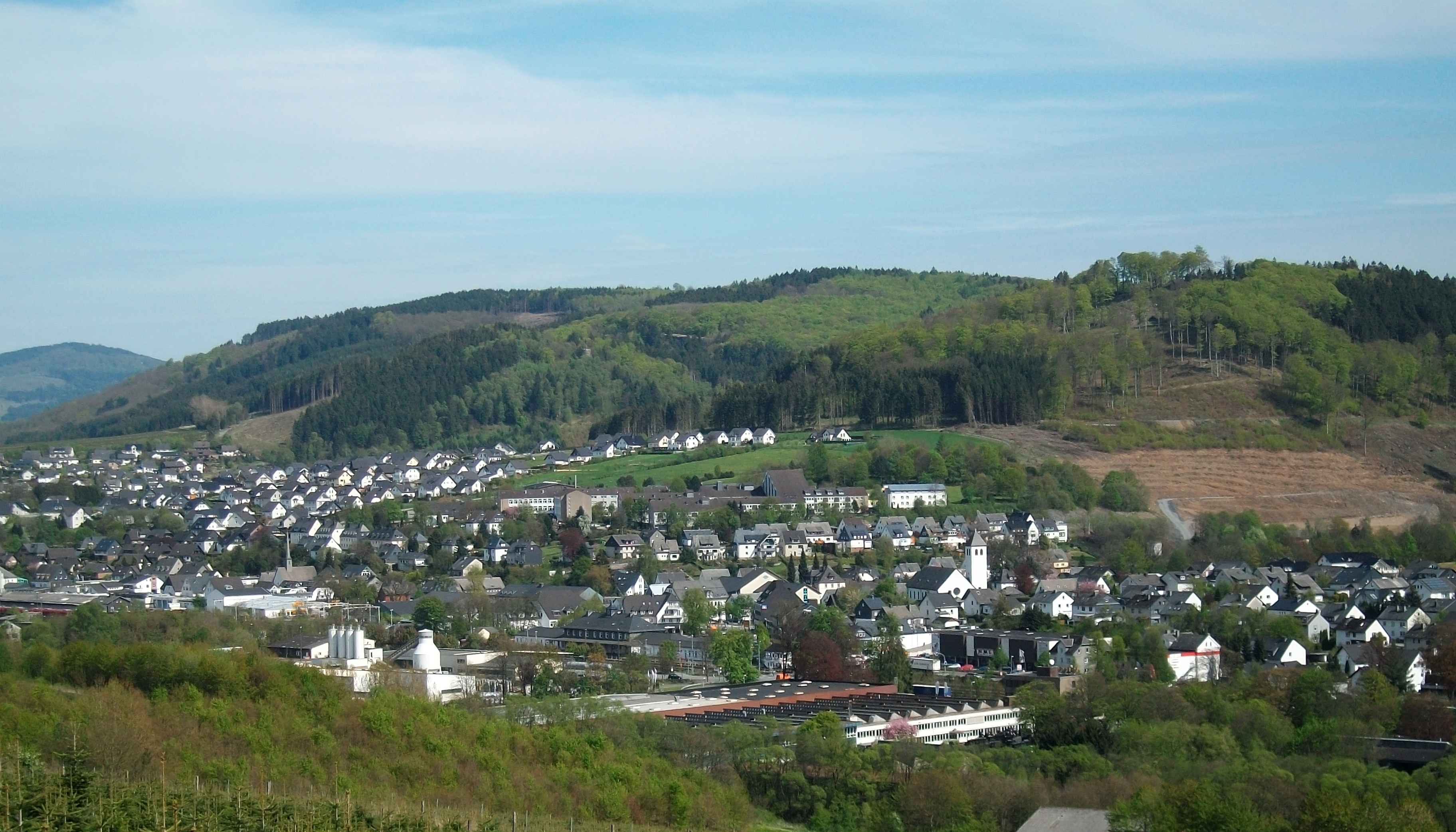
ベストヴィヒ

ベストヴィヒ (ドイツ語: Bestwig) はドイツ連邦共和国ノルトライン＝ヴェストファーレン州アルンスベルク行政管区のホーホザウアーラント郡に属す町村（以下、本項では便宜上「町」と記述する）である。町域の多くの部分が広大な自然・景観保護地区に指定されている。ノルトライン＝ヴェストファーレン州で最高の自然滝プレスターレッゲは、同名の自然保護地区内に位置している。
ルール川沿い、アルンスベルクの森の辺縁部に位置するこの町は、14世紀にはメシェデ修道院の農園とグラーフシャフト修道院の農園がある小集落であった。オーベラー・ルールタール鉄道の駅建設後、19世紀後半にこの小集落は鉄道町に発展した。さらに当時隣村であったラムスベックの鉱業によって人口が増加した。ベストヴィヒは、1975年のノルトライン＝ヴェストファーレン州の市町村再編によって現在の姿となった。これにより、商業や工業を主体とする町村が農業を主体とする町と合併した。

## 地理

### 位置
ベストヴィヒはホーホザウアーラント郡北部、西のメシェデ、東のブリーロンおよびオルスベルク、南のシュマレンベルクの間に位置している。最高地点はバステンベルク（海抜 744.8 m）、最低地点はルールタールの海抜 280 m 地点である。エルペ川とヴァルメ川で隔てられた高地の最高峰は、海抜 731.5 m のシュテュッペル山である。

### 地質学
ベストヴィヒはライン・シーファー山地の北端に位置している。ラムスベッカー高地の山並みと南のシュルフテンがロタール山地の北縁を形成している。地質学的構造は、石炭紀やデボン紀の堆積岩からなっている。デボン紀中期に形成された粘岩や砂岩は北に向かうにつれ、より新しい堆積岩に替わる。北部のアルンスベルクの森自然公園は最高 500 m の高さがある。ここでは、ペンシルヴァニアンの粘岩、シルト、砂岩が主体である。これらは一部が深く風化されており、ロームの表土で覆われている。

### 自然地域上の構成
町域は、おおむね3つの異なる自然地域で構成されている。町の北部は、アルンスベルクの森に属す。この部分は、主に林業に利用されている。森の 2/3 は針葉樹からなる。湿地、沼沢地があり、何本かの小川が湧き出している。
町域の中部はルールタール（ルール川の谷）とその周辺部である。ここには密集した住宅地が並んでいる。かつて農業に利用されていた麓の土地もここに含まれる。南は、様々な目的に利用されている地域に接しており、これがバステンベルク、デルンベルク、シュテュッペルの麓にまで広がっている。山頂の高度は 500 m までである。その間に幅の広い氷河谷があり、一部が農業に利用されている。
町域南部は、ホーホザウアーラントの山峡地域北縁部である。ここでは、デルンベルク、バステンベルク、シュテュッペルといった山の山頂は 700 m に達する。この山地には、ヴァルメ川やその支流が刻んだ深い谷もある。大きな高度差のため、ここではかつてほとんど農業に利用されなかった。

### 市域の広がり
町域は、北のアルンスベルクの森から、南のヴァルメ川上流域まで約 16 km にわたって広がっている。東西は、西のヴェールスタペルから東のビッゲまで 7 km である。両集落はベストヴィヒに含まれない。
総面積は 69.48 km2 で、このうち 4.67 km2 (6.7 %) が住宅地または産業用地である。住宅地や交通要地を除いた自由地 59.86 km2 のうち、42.59 km2 (61.3 %) が森林、16.34 km2 (23.5 %) が農業用地である。自由地比率 86.2 % は州の平均 77.1 % を上回る。森林比率 61.3 % も同様に州平均 (26.0 %) を上回っている。

### 隣接する市町村
ベストヴィヒは北西から時計回りに以下の市町村と境を接する: ヴァールシュタイン、リューテン（ともにゾースト郡）、オルスベルク、シュマレンベルク、メシェデ（以上いずれもホーホザウアーラント郡）。

### 自治体の構成
自治体としてのベストヴィヒは、ヴェルメーデ、ヌットラー、オストヴィヒ、ヘリングハウゼン、ラムスベック、アンドレアスベルクの 6地区に属す 17集落で構成されている
| 地区               | 集落                                                                                 |
| ------------------ | ------------------------------------------------------------------------------------ |
| ヴェルメーデ       | ベストヴィヒ、ヴェルメーデ、フェッキングハウゼン、ニールバッハタール、ハルベスヴィヒ |
| ヌットラー         | ヌットラー、グリムリングハウゼン                                                     |
| オストヴィヒ       | オストヴィヒ、アルフェルト、ボルクハウゼン                                           |
| ヘリングハウゼン   | ヘリングハウゼン                                                                     |
| レムスベック       | ラムスベック、ベルラー、ヴァルメ                                                     |
| アンドレアスベルク | アンドレアスベルク、デルンベルク、ヴァッサーファル                                   |

### 気候
ベストヴィヒは典型的な中低山地気候であり、ヴェストファーレン南東部に位置することにより、主に海洋性気候から大陸性気候への変移地域にあたる。夏は乾燥して暑いが、時には湿潤で涼しい場合もある。冬は最低気温 -20 ℃以下にまで冷え込む。ヌットラーにおける1961年から1991年の平均年間降水量は 1065.9 mm であった。

## 歴史

### 先史時代、中世、近世

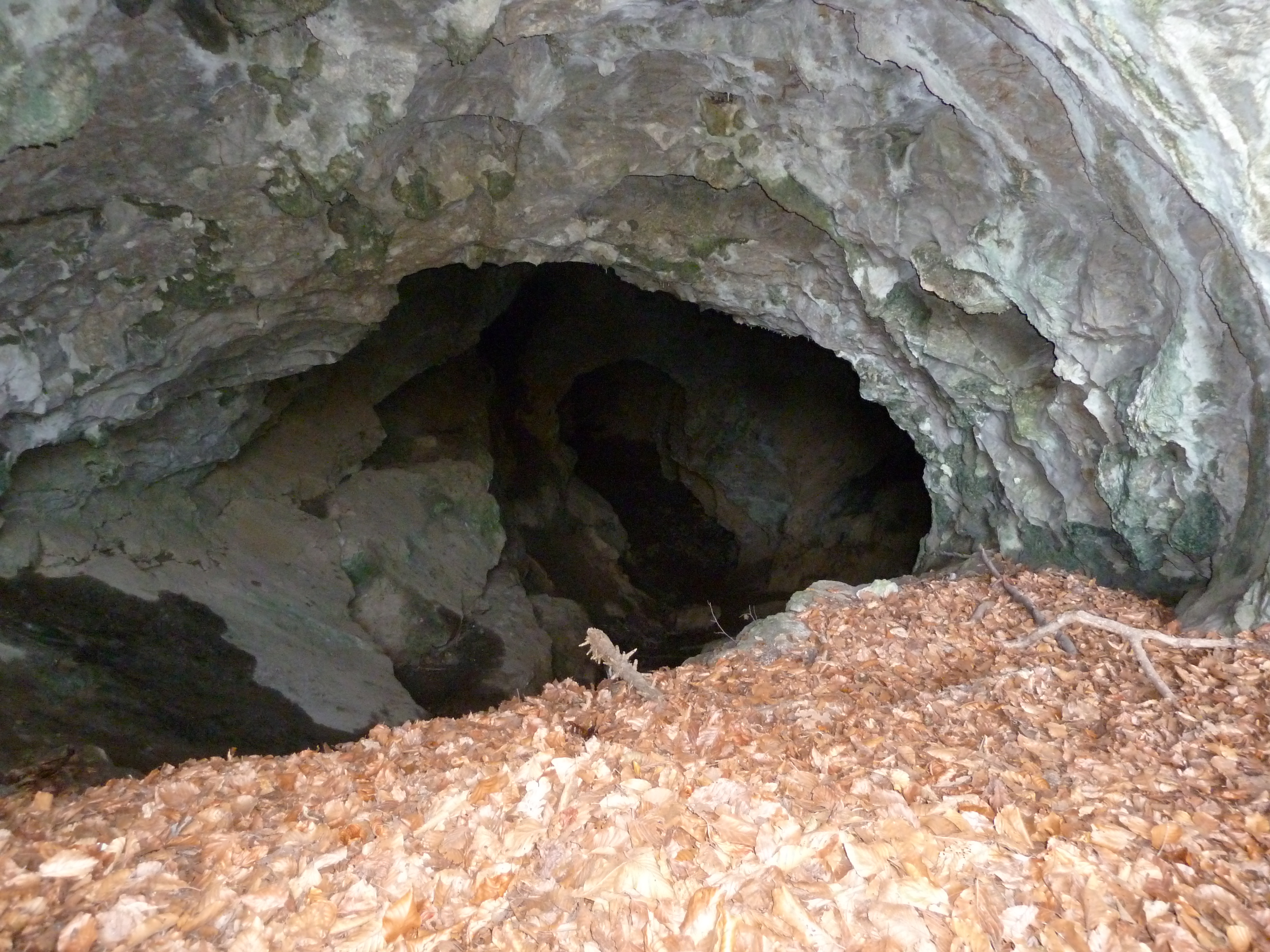
ヴェレダ洞窟

ヘリングハウゼン近郊の考古学的発掘調査で青銅器時代の、ヴェルメーデ近郊のヴェレダ洞窟からは鉄器時代の古い定住跡が見つかっている。
中世初期の定住地は、小集落と単独の農場からなっていた。交通の便がよい立地であることからヴェルメーデは、ケルン大司教によってキルヒシュピール（地方行政単位）の中心地として建設された。アルベルト K. ヘムベルクは、ヴェルメーデ教区を、この地域のキリスト教化を始めた最初の布教教区であるとみなしている。10世紀にこの集落がおおむね6つの農場からなっていたことが判っている。ベネディクト会のグラーフシャフト修道院の寄付記録には、ヌットラー集落とヴェルメーデ集落が1072年に初めて記録されている。ヴァルメ川がルール川に合流する地点に位置するベストヴィヒは、メシェデ修道院の農園とグラーフシャフト修道院の農場から14世紀に形成された。グラーフシャフト修道院は、旧帝国の終わりまでヴェルメーデの司祭を選任していた。
この地域はヴェルメーデ自由伯領を形成し、アルンスベルク近郊を本拠地とするリューデンベルク家に属していた。1296年にアルンスベルク伯ルートヴィヒがこの自由伯領の半分を手に入れた。他の半分はヴァルデック伯領となった。1368年からこの地域はケルン選帝侯のヴェストファーレン公領となった。
ラムスベック地域では中世盛期あるいは中世後期から鉱業が営まれていた。紀元前1500年頃からすでに採鉱が行われていたという、1936年から唱えられている説には裏付けがない。異常に狭くて高さ 1.30 m しかないヴェネティアナー坑が身長の低いイリュリア人によって掘削されたというのは伝説に過ぎない。鉱業は1518年に初めて文献で裏付けられている。ラムスベックは1559年に採掘自由権を与えられた。
スレート採掘の始まりは明らかでない。いずれにしても、18世紀にヌットラーでの業績が農家の副業として成功していることが公然と記されている。このため、スレートの採掘権を有していたアントフェルト家の所有者が締め付けを強化し、1727年に帝国最高法院で競合者と裁判を争った。
1759年、現在のベストヴィヒの大部分を含むヴェルメーデ裁判所管区には、特記するほどでない貴族家や修道院の所領があった。完全自作農は35軒で全体の 14 % であった。ハルプバウアー（小さな土地持ち農民）はこれよりも少ない 23軒 (9.2 %) であった。ケッター（極めてわずかな土地を持つ農民）の数はかなり多くて 63軒 (25.2 %) であった。最大のグループは農地を持たない小作農で 129軒 (51.6 %) であった。

### 鉄道と鉱業の拡大
現在のベストヴィヒの町域では、19世紀に2回の発展があった。1つは、オーベレ・ルールタール鉄道による鉄道網への接続である。このザウアーラントにとって重要な鉄道駅は1870年から建設が行われ、特に町の鉄道業務において多くの職場を提供した。この鉄道によって町の、特にベストヴィヒ集落自身の人口は大きく増加した。1864年にはわずか44人だった人口は、「鉄道町」となった1905年には625人に増加した。2つめは、初めはラムスベッカー共同鉱山会社、1850年代以降は鉱山・鉛・亜鉛製造株式会社による鉛・亜鉛採掘の拡大であった。この会社は、数十年間にわたって現在のホーホザウアーラント郡で最大の企業であった。こうした2つの発展は、現在のベストヴィヒの町域をオーベレス・ザウアーラントの他の部分から分離することとなった。現在の町域の多くの部分は、農村ではなく、労働者の住民が多数である。
かつてケルン選帝侯領であったザウアーラントで主流の農業・産業混合経済とは別に、ラムスベックやアンドレアスベルクの鉱山労働者は、ほとんど土地を有していなかった。自分の家も持たず、鉱山会社の社宅に住んだ。1850年代に形成された鉱山集落が、ヴェストファーレンで最初のものであった。ラムスベッカー鉱山で特徴的なのは劣悪な健康条件であった。原因について当時の専門家は意見を統一できていないのだが、1886年から1888年のラムスベッカー地区の全死亡者の 50 % が坑夫特有の疾患に起因することを突き止めた。状況は20世紀に入るまでほとんど変わらなかった。ほとんどの鉱山労働者は35歳から40歳で疲弊し、その多くが数年後に死亡した。鉱山労働者の高い死亡率のため、ラムスベッカー地区の村落は「未亡人村」とも呼ばれた。
この地域では比較的古くから社会争議が起こっていた。最初のストライキは集落建設直後に行われた。その後数十年間事件は起こらなかったが、1889年のルール地方での大規模な鉱山労働者のストライキがラムスベッカー地区にも波及した。ラムスベッカー地区の鉱山労働者は1897年にルール地方以外では最初のキリスト教坑夫連合の地方グループを結成した。
第一次世界大戦開戦後やヴァイマル共和制下での経済危機も深刻な結果をもたらした。ラムスベッカー地区は世界恐慌のために貧困地区となった。一部では政治的過激主義と結びついた。坑夫の集落であったアンドレアスベルクでは、1932年のプロイセン州議会選挙で、30 % が KPD に投票した。これは当時のアルンスベルク郡、メシェデ郡、ブリーロン郡では、他と隔絶した高い支持率であった。
ベストヴィヒでは、KPD の他に NSDAP もその後の地歩を固めた。1933年1月20日にオストヴィヒで地域グループが結成された。アムト・ベストヴィヒ出身の突撃隊員はフライエノールでの共産主義者との暴力的対立に参加した。
アムト・ベストヴィヒではヴァイマル共和制の終焉まで中央党が第一党であった。1932年の2度目の国会議員選挙で中央党は 3,082票を獲得した。2番目の勢力は KPD で 785票、3番目に NSDAP が 637票で続いた。SPD は 276票で、重要性を大きく減じた。他の政党はさらに深刻であった。1933年の選挙では SPD は231票、KPD は582票を失った。右翼政党と左翼政党が脅かされる中、中央党は勝利を収め、3,224票を獲得した。NSDAP も979票を得て強大化した。

### 国家社会主義の時代
アムト長ヴァルター・シュパンゲンベルクは共和制末期に公然と国家社会主義とドイツ国に反対することを表明した。国家社会主義支配が始まった直後、彼は解任された。アムト内の市町村でも中央党員が国家社会主義者に交替させられた。少数の何人かは抵抗した。その中には共産主義指向の城吏であったオストヴィヒのフリードリヒ・ノルが含まれる。彼は1939年にドルトムントの刑務所でゲシュタポによって殺害された。国家社会主義者の著名な人物として、オストヴィヒ生まれで、後に反ナチス運動家に転じたリュニンク男爵フェルディナントがいた。彼は、1933年にフランツ・フォン・パーペンの仲介でアドルフ・ヒトラーによりヴェストファーレン州のオーバープレジデントに任命された。1944年7月20日に失敗した暗殺計画後、リュニンクはベストヴィヒ近郊のオストヴィヒ邸に拘禁され、11月14日にプレッツェンゼー刑務所で処刑された。
第二次世界大戦中、1942年にベストヴィヒの鉄道で少なくとも一群のユダヤ人強制労働者が働かされていた。1889年に建設されたベストヴィヒの福音主義教会が、1945年3月5日の空襲で完全に破壊された。1945年4月7日、予め砲撃されていた町をアメリカ軍が占領したことでベストヴィヒにおける第二次世界大戦は終結した。進軍の際、アルフェルト地区に進行した軍隊が、連邦道B7号線のルール川の橋を爆破した。

### 第二次世界大戦以後
1945年以後、カトリックのクリストケーニヒ教会と福音主義教会が新たに建設された。福音主義の聖十字架教会の献堂は1952年12月7日に行われた。1967年初め、カール・フォン・ヴェントはエルペ川の谷のゲヴェリングハウゼン近郊に自動車レースコース「ザウアーラントリング」建設を計画した。ベストヴィヒのアムト当局はこのプロジェクトの資本金に1万ドイツマルクを拠出した。しかしこの計画は州当局からの抗議で挫折した。その2年後に新しい学校制度に従い、町域内に国民学校が開校した。この学校は基礎課程学校と本課程学校からなっていた。その後、オストヴィヒ地区に学校センターが建設された。この学校センターは1977年8月に使用可能となった。1970年代から1980年代に上下水道の拡充がなされた。町村再編後、1975年から1980年までラムスベックとアンドレアスベルクの中心街整備がなされ、その後1990年までベストヴィヒの整備が行われた。新しい町役場は1994年に建設された。

### 町村合併
ベストヴィヒはノルトライン＝ヴェストファーレンの市町村再編に伴い1975年1月1日に成立した。当時独立した町村であったグリムリングハウゼン、ヘリングハウゼン、ヌットラー、オストヴィヒ、ラムスベック、フェルメーデは、わずかな例外部分以外は新たな自治体ベストヴィヒの一部として合併した。アントフェルト、ゲヴェリングハウゼン、エルペ、ベーデフェルト＝ラント、ブラベッケ、エーファースベルクのそれぞれ一部も合併した。アムト・ベストヴィヒは廃止された。

## 住民

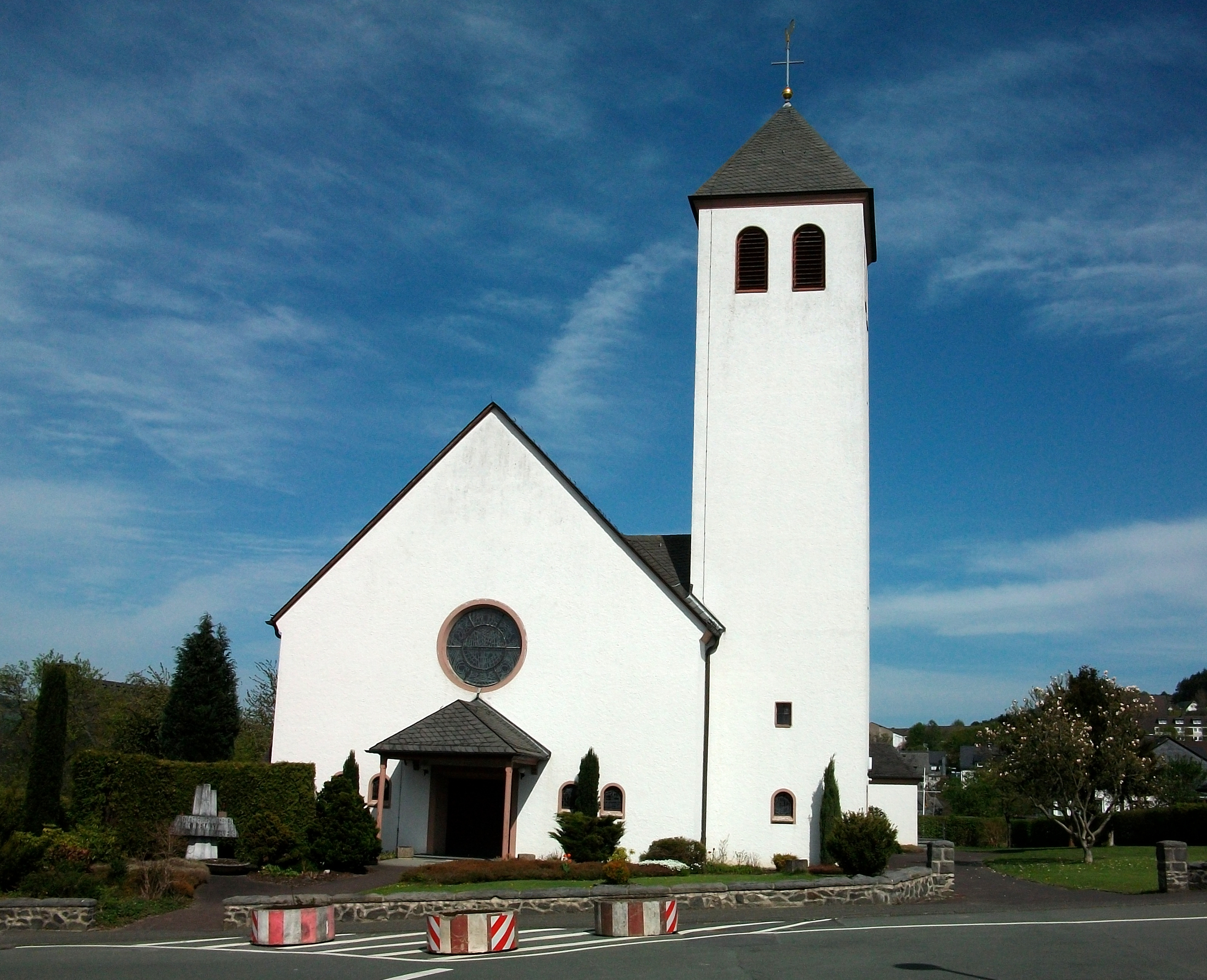
ベストヴィヒのカトリック教会「クリストケーニヒ教会」

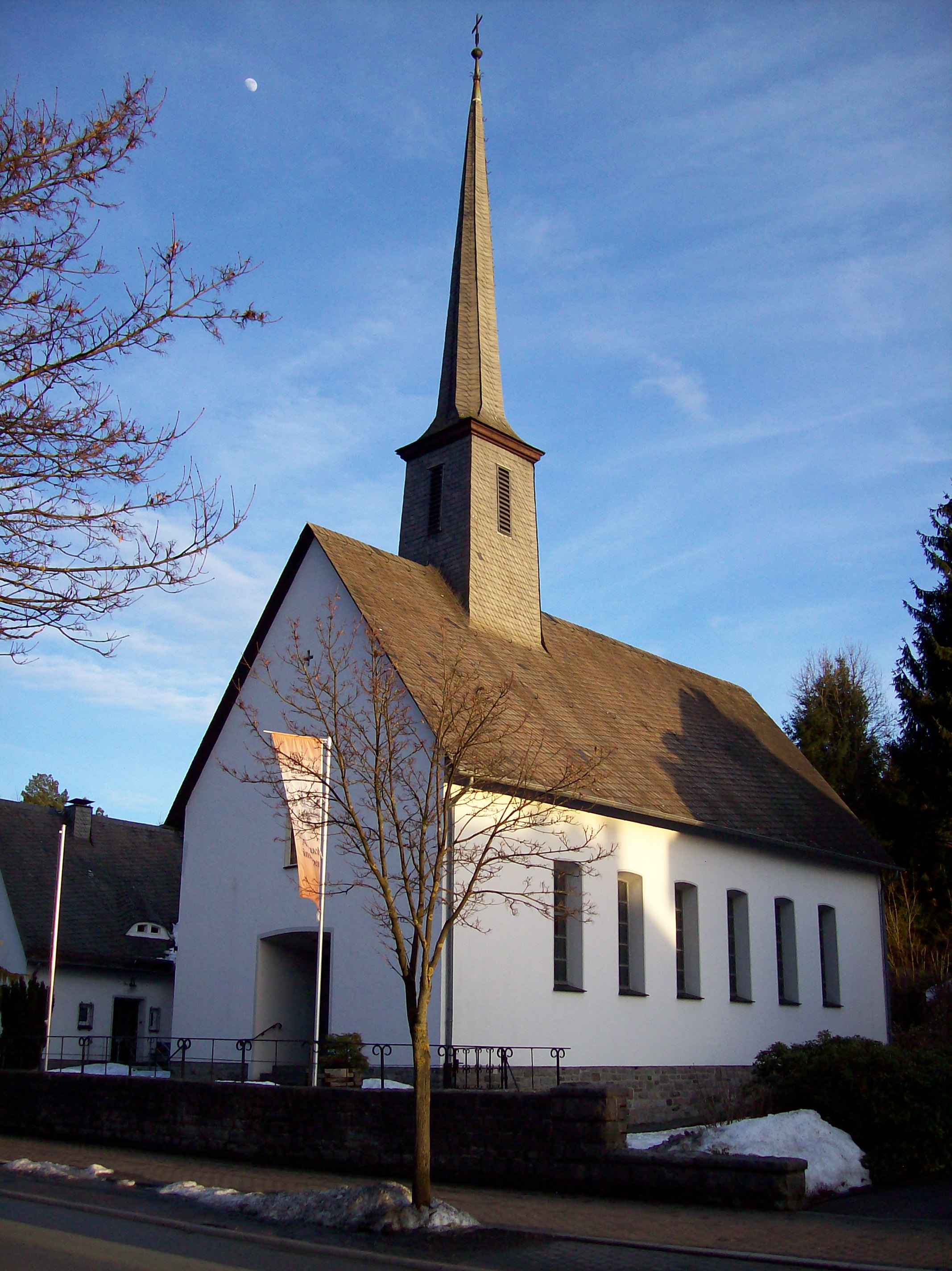
ベストヴィヒの福音主義教会

### 宗教
現在の町域の住民は、19世紀になるまではほぼ完全にカトリック信者であった。これはこの地がケルン選帝侯領ザウアーラントに属していたためである。19世紀になると、他の宗教の信者が数字に表れるようになった。ユダヤ系住民は、メシェデのシナゴーグ管轄区に属した。ザクセン地方やエルツ山地からの坑夫の流入により、ラムスベック＝アンドレアスベルクでは1855年に福音主義教会が成立した。ベストヴィヒでは1870年代の鉄道開通が福音主義教会成立につながった。福音主義教会は第二次世界大戦の最終盤に空爆によって破壊された。1950年代までは、バラックが緊急の教会として利用された。新たな福音主義教会の礎石は1951年に据えられた。やがて、旧ドイツ東部領土から追放された人々や難民で福音主義教会は信者数1700人に拡大した。現在、ベストヴィヒ住人の 70 % がカトリック、12 % が福音主義、18 % がその他の宗教の信者または無宗教である。ベストヴィヒでは、ベルク修道院内に、聖マリア・マグダレーナ・ポステル姉妹団の支部がある。1969年から2003年までの間この修道院はドイツにおける当該団体の本部であった。アンドレアスベルク、ベストヴィヒ、ヘリングハウゼン、ヌットラー、オストヴィヒ、ラムスベック、ヴェルメーデのカトリック教会はルール＝ヴァルメタール司牧連合に属している。アンドレアスベルク/ラムスベックとベストヴィヒの2つの福音主義教会はアルンスベルク教会クライスに属している。ラムスベックには Yeni Dami モスクがある。

### 人口推移
| 調査時         | 人口（人） |
| -------------- | ---------- |
| 1985年12月31日 | 11,366     |
| 1990年12月31日 | 11,571     |
| 1995年12月31日 | 12,148     |
| 2000年12月31日 | 12,013     |
| 2005年12月31日 | 11,812     |
| 2010年12月31日 | 11,285     |
| 2015年12月31日 | 11,170     |

町域の一部は、時折人口流入の人気のターゲットとなった。これは1850年代の鉱山ブームの時代に顕著であった。しかし、第二次世界大戦後も鉱山は数多くの労働者の移住を招いた。外国人比率は郡平均よりも高い 11.8 % である。人口が同程度の都市での平均値は 7.7 %、ホーホザウアーラント郡全体では 8.0 % である。ノルトライン＝ヴェストファーレン州全体では、本市と同値の 11.8 % である。
1990年代の終わりまでベストヴィヒは平均以上の人口増加率を示していたが、1997年以降変化した。人口は、ホーホザウアーラント郡全域よりも大きく減少している。20世紀末以後、ホーホザウアーラント郡ではハレンベルクと並んで大きな人口流出を示している。郡内の移住先は中心都市のメシェデ、ブリーロン、アルンスベルクである。これらは人気の通勤先でもある。人口統計学上の推移を考慮すると2020年までに人口は -6.04 % と推定されている。これはホーホザウアーラント郡の平均 (-3.42 %) やノルトライン＝ヴェストファーレン州の平均 (-1.83 %) よりも大きな人口喪失予想値である。

## 行政

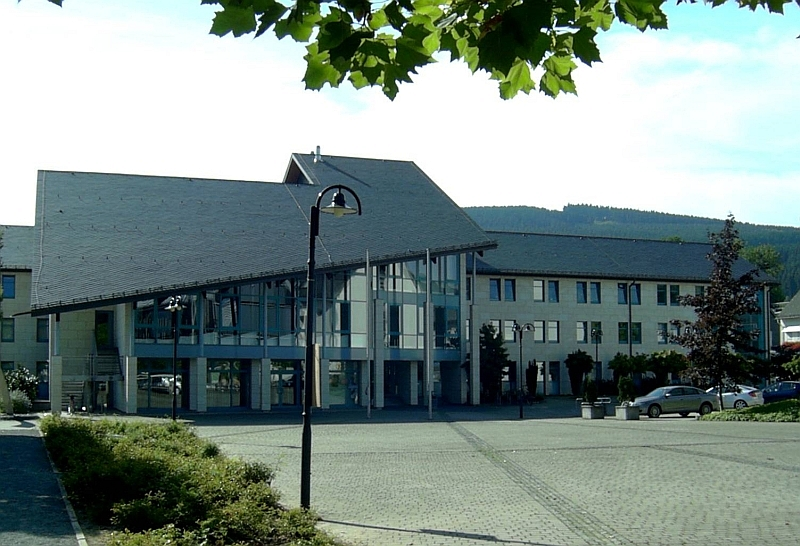
ベストヴィヒ町役場

### 議会
ベストヴィヒの町議会は 26議席からなる。

### 首長
町長:
- 1975年 - 1989年: カール・ゼンゲ (CDU)
- 1989年 - 1999年: ハンス＝ゲオルク・マイヤー (SPD)
- 1999年 - 2005年: クリストフ・ゾンマー (CDU) 初代専任町長
- 2005年 - : ラルフ・ペウス (CDU)

ゲマインデディレクター
- 1975年 - 1993年: ヴェルナー・フォルダーヴュルベッケ
- 1994年 - 1999年: フランツ・ヨーゼフ・エッサー

### 紋章
図柄: 銀地に青いアンドレアス十字
解説: 紋章のアンドレアス十字は、ヴェルメーデの教区教会の守護聖人である聖アンドレを表している。配色の銀（白）と青は、かつてアルンスベルク伯に帰属していたことを示している。公的な認可は1977年2月25日に得られた。

### 姉妹自治体
ベストヴィヒは、以下の自治体と姉妹関係にある
- ニーダーオルシェル（ドイツ語版、英語版）（ドイツ、テューリンゲン州）
- ニーダーヴィーザ（ドイツ語版、英語版）（ドイツ、ザクセン州）

姉妹自治体ニーダーヴィーザとの友好関係は、1990年代初め、自治体ニーダーヴィーザ建設時のベストヴィヒの協力によって成立した。ニーダーオルシェルとの友好関係も同じく1990年に遡る。当時ニーダーオルシェルの聖マリエン教会合唱団とベストヴィヒ＝ヴェルメーデの合唱団が交流し、相互訪問を行った。

## 文化と見所
文化イベントには様々なスペースが利用される。町役場の町民ホールは、照明装置を備えた舞台を使うことができ、400席の観客席を有している。朗読会、展覧会、音楽公演のような小さなイベントは町役場のロビーや交流室、貯蓄銀行の芸術ホール、ドロステ養樹園の温室、ラムスベックのユンケルン・ホーフの交流スペースで開催される。音楽コンサートやキャバレーのための勝負隊がヴェルメーデにある。ベルク修道院の三位一体教会もイベントに利用される。
1989年から無給で運営されているクラブ「クルトゥール・プーア」があらゆる種類の文化イベントを組織している。2004年には、5歳から55歳まで約20人のメンバーからなる自前の演劇グループで、UV-ライトを使ったブラックライトシアターを復活させた。

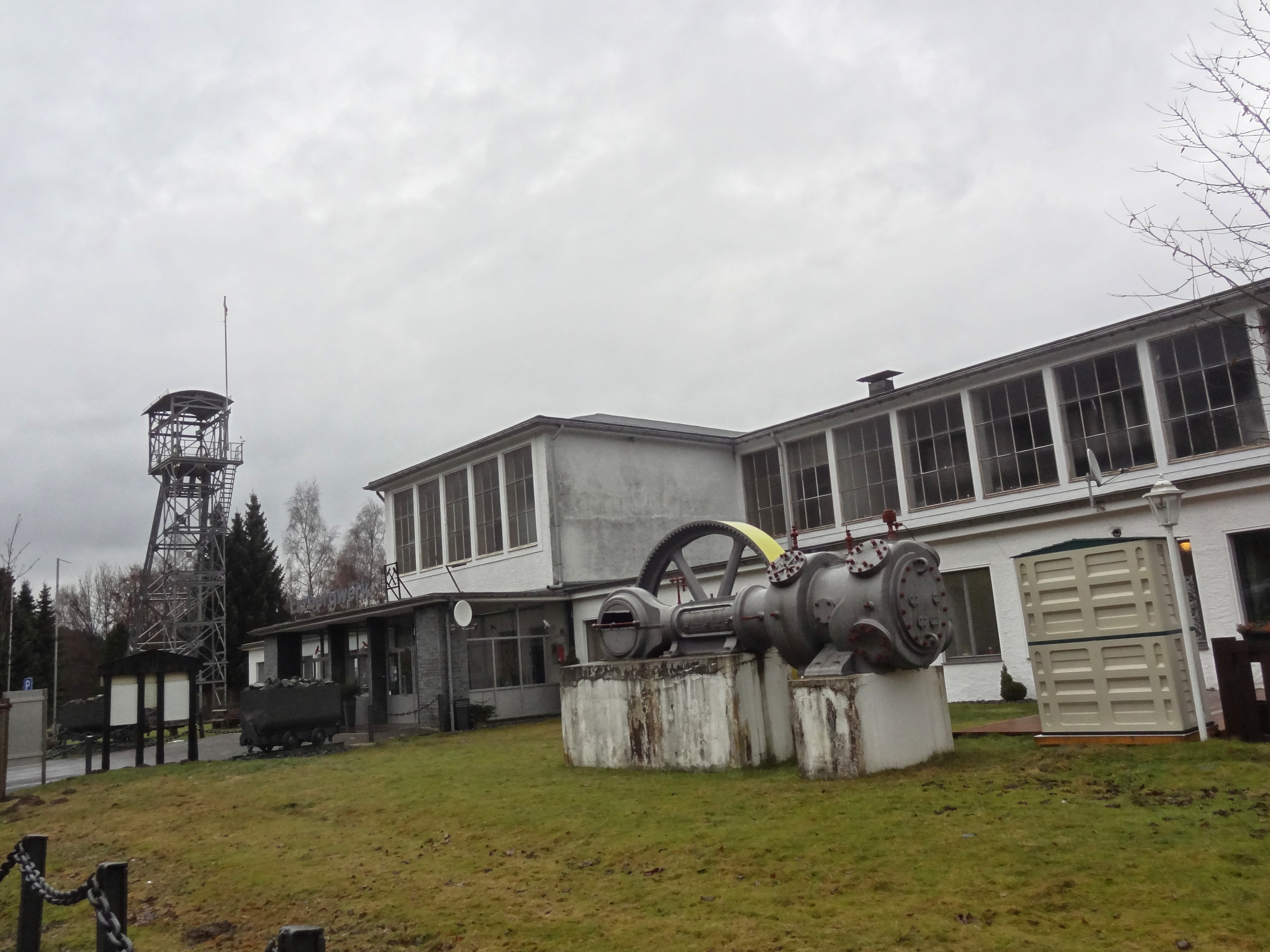
ラムスベックの鉱山博物館

### 博物館
かつてのラムスベック鉱業の工場は鉱山博物館となっている。展示品を見学するだけでなく、坑内に入って見学することもできる。

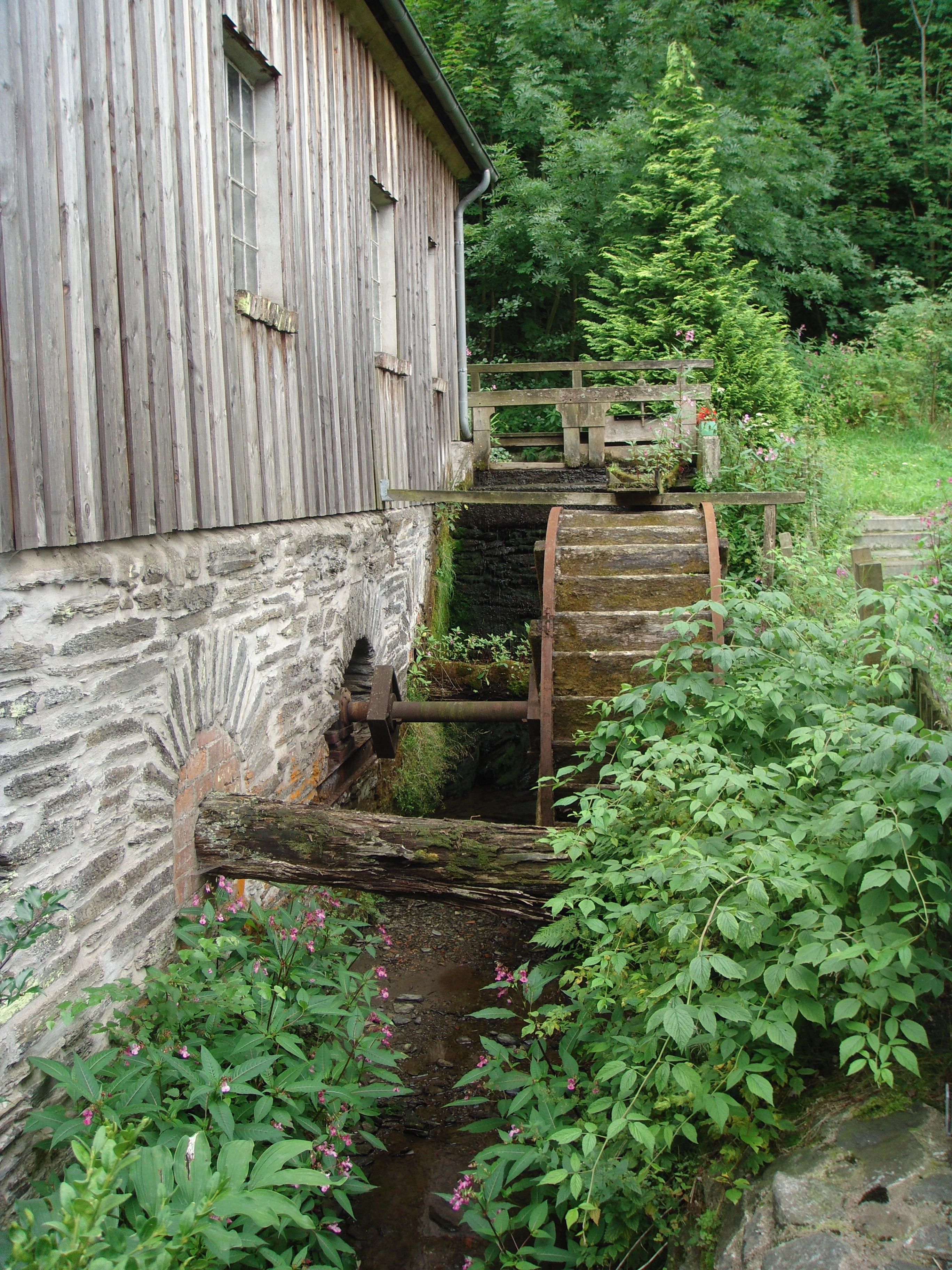
ラムスベック旧穀物水車

### 建築
町内には66件の記念建造物がある。
ラムスベック旧穀物水車（ラムスベック水車とも呼ばれる）は、1810年に建造され、かつては3基の水車と粉砕装置を有していた。これはヴェストファーレン＝リッペに固有の様式である。この水車技術はおそらく1860年頃に成立した。この水車では1958年に閉鎖されるまで粉挽きが行われていた。この水車は1983年に保護文化財に指定された。
オストヴィヒ地区のオストヴィヒ館は15世紀に騎士の城館に改築された。この建物はレーエン物件として早くも1200年にメシェデ修道院の文献に記載されている。1670年に3階建ての領主館に改築されたこの建物は現在個人の所有となっている。
2001年にシュテュッペル山のフォルト・ファン・アーベントイアーラント内にこの施設の運営者と移動体通信業者によって「シュテュッペル塔」と呼ばれる高さ 57 m の鉄塔が建設された。この塔は2001年4月29日にオープンした。高さ 30 m の展望台からは、周辺のザウアーラントを一望できる。この塔は移動体通信ネットワークのステーションとして利用されている。
- オストヴィヒ館
- フォルト・ファン・アーベントイアーラント
- シュテュッペル塔

### 自然・景観保護

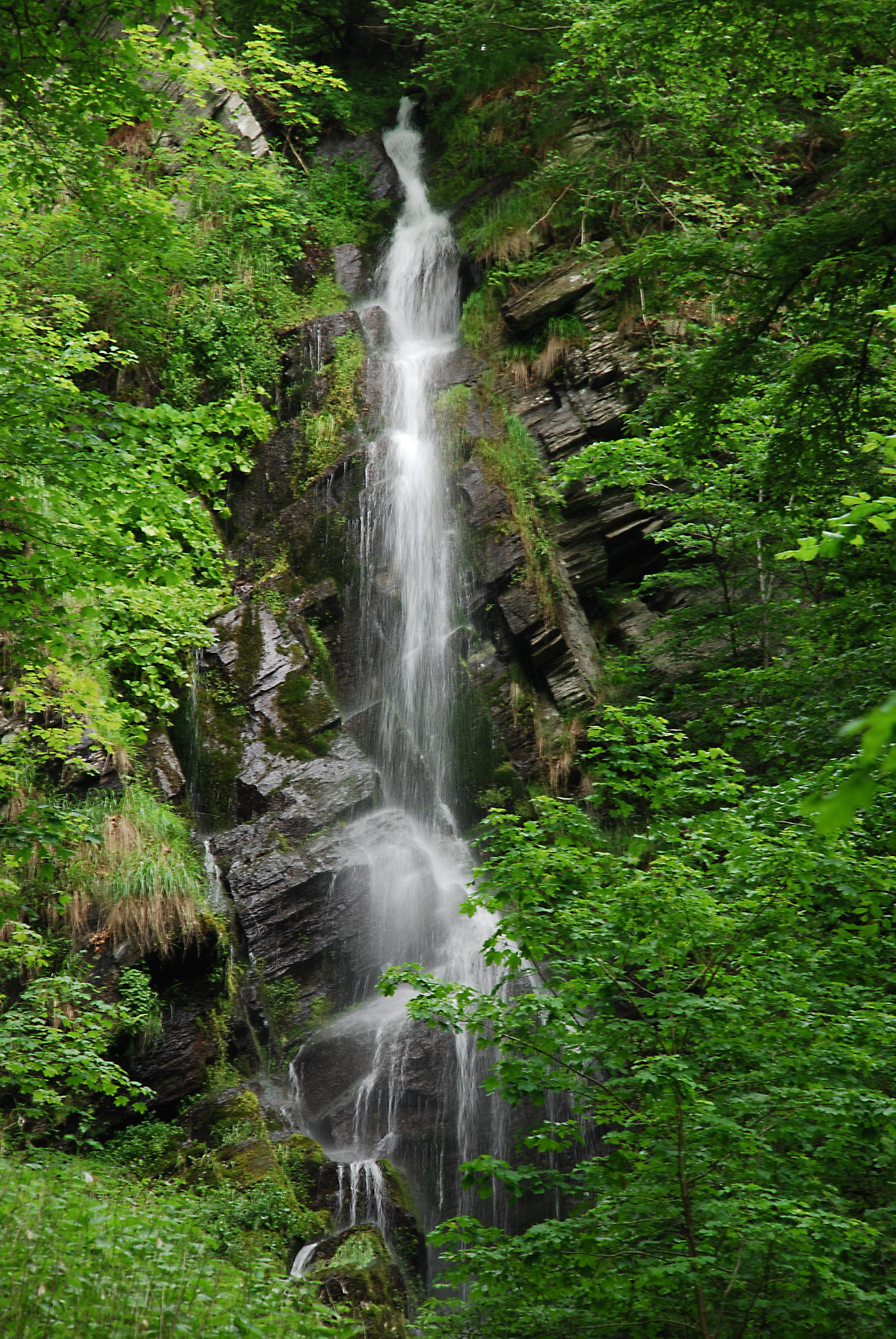
プレスターレッゲ滝

2008年5月20日にベストヴィヒの町域に対する景観保護計画が策定された。この計画では、建物が建っている集落や建設計画の適用範囲外の土地を、自然保護区 (NSG) などの高位の保護状態に置かれていない限り、景観保護区に指定している。
景観保護区は、タイプA、B、Cにランク分けされ、これに応じて自然保護に関する異なる対応がなされる。景観保護地区タイプA「一般的景観保護区」では、建物の建設が禁止されている。タイプB「集落周辺および景観的特徴地区」では、さらにクリスマスツリー栽培地の造営を含め、追加の植林が禁止されている。タイプC「水辺の草地および重要な緑地」では緑地や休耕地の転用が禁止されている。町内のタイプAの景観保護区は広いベストヴィヒ景観保護区だけで、広さは 4,912.1 ha である。タイプB は10か所でそれぞれ 6.5 ha から 200.9 haの広さがあり、合計 633.3 ha である。タイプC は6か所で、4.9 ha から 49.7 ha、合計 101.7 ha が指定されている。
町域の北部はルール川からアルンスベルクの森自然公園に属している。
自然保護区 (NSG) は様々な広さのものが合計 32か所、442 ha 指定されている。NSG プレスターレッゲ＝アウフム・キップにはプレスターレッゲ滝がある。この滝は高さ約 20 m の、ノルトライン＝ヴェストファーレン州で最も高い滝である。レルメッケタール、ルールタール、ラムスベック近郊の鉱山跡、オルスベルクやベストヴィヒ近郊の洞窟と坑道、エルプ近郊の山峡の森は、少なくともその一部が欧州保護指令（FFH-地域）に指定されている。この広大な、いくつかの部分からなる FFH-地域は、自然保護区やそのたの保護カテゴリに指定された地域の多くを含んでいる。プレスターレッゲ滝はFFH-地域「エルプ近郊の山峡の森」に含まれる。ここは数多くの珍しい植物の群生地となっている。FFH-地域「ラムスベック近郊の鉱山跡」には、重金属の多いボタ山に適合した苔、地衣類、植物（特に数千株のハクサンハタザオ）からなる極めて珍しい重金属集積植物群生地がある。
10か所の部分地域からなるFFH-地域「オルスベルクおよびベストヴィヒ近郊の洞窟と坑道」は、ヴェレダ洞窟をはじめ10の洞窟および坑道を含んでいる。これらの洞窟や坑道はコウモリの越冬地となっている。それぞれに50匹から100匹のオオホオヒゲコウモリやヌマホオヒゲコウモリがいるが、その数が毎年わずかながら変動することは注目される。ヌマホオヒゲコウモリはオランダからザウアーラントに来て越冬する。ヴェレダ洞窟はノルトライン＝ヴェストファーレン州で唯一のキタクビワコウモリの永続的な営巣地である。キタクビワコウモリのノルトライン＝ヴェストファーレン州における中心的な生息地がこの保護地区である。
町域には、25か所 25.5 ha の保護景観構成物、134か所 約 151 ha の保護されたビオトープ（これらは同時に別の保護カテゴリの地域内に存在している）、13件の自然文化財がある。自然文化財のうち6件が古木あるは注目すべき樹木群で、他の7件が岩でありその合計面積は 5.87 ha である。保護景観構成物に指定された土地には、同時に地学文化財としても保護されているヴェネティアナー坑道も含まれている。これ以外の地学文化財には、NSGにも指定されているヴェレダ洞窟、シュリンクジーペンコプフの墓地がある。
ベストヴィヒにはナベコウ、ワシミミズク、アカトビといった大型鳥類も飛来する。

### スポーツ
ベストヴィヒには、6つのスポーツグラウンド、5つの体育館、5つのテニスコート、2つのビーチバレー施設、1つの室内プール、22のスポーツクラブが存在する。ヴァッサーファル地区では、レジャーパーク「フォルト・ファン」がアンカーリフトやチェアリフトを運営している。町域には広域遊歩道アステンヴェークが通っている。ヴェストヴィガー・パノラマヴェークはベストヴィヒ・レジャー地域の高台を通っている。ルールタール自転車道もベストヴィヒを通っている。
ヌットラーでは1965年から1984年まで、ドイツで最も重要な山岳自転車レースの1つである ADACザウアーラント＝ベルクプライスが開催されていた。2010年からはADACザウアーラント・ベルクプライス・ヒストリックとして再開された
アルンスベルクからベストヴィヒを経由してオルスベルクでブルーフハウザー・シュタイネに向かうフリードリヒ＝ヴィルヘルム＝グリム＝ヴェークが通っている。

### 年中行事
多くの地区で毎年射撃祭が開催される。謝肉祭もいくつかの地区で祝われる。謝肉祭のパレードはヘリングハウゼンでのみ開催される。ベストヴィヒの夏の文化祭「クルトゥール・プーア」は1989年から開催されている。1997年に結成されたジールマン＝ネイチャー＝レンジャー＝チーム・ベストヴィヒよって2003年から定期的にフレーダーマウスサファリ（コウモリのサファリ）がオストヴィヒ地区を起点として行われている。短い散策の後、「見よ、だが邪魔をするな」のモットーに従って、コウモリに関する活き活きとした知識を得ることができる。

## 経済と社会資本

### 経済史
19世紀以降、特にラムスベックやアンドレアスベルクでは農林業の他に鉱業が重要な役割を演じていた。ヌットラーは19世紀にスレート採掘が大きく発展した。ヌットラーの伝統的企業は、2005年までは「ガンツ・アルター・シュナイダー」という商標の蒸留酒製造であった。この酒は今でも存在しているが、この集落で生産されていない。
ベストヴィヒ自身では、鉄道の保守工場がとても重要であった。ルールタール鉄道の経営者であるベルギシュ＝メルキシェ鉄道会社は、1873年にベストヴィヒに機関車駅を建設した。この保守工場は1918年に拡張され、1924年に業務を開始した。1968年以降ハーゲン保守工場の分工場となり、1982年にその重要性は失われた。転車台や扇形車庫の屋根は撤去された。
長距離列車の他に、「ベーンヒェン」と呼ばれた 750 mm の狭軌鉄道があった。この鉄道はラムスベックからベストヴィヒまで運行されていた。路線は、ベストヴィヒ駅からヴァルメ川沿いにヘリングハウゼンを通ってラムスベックに至っていた。この鉄道は1952年に廃線となり、軌道施設は撤去された。
ラムスベックにおける採鉱は1974年に、鉄道保守工場は1981年に閉鎖された。スレート採掘は1984年に終了した。ベストヴィヒにはこの他にも多くの鉱山が存在していた。

### 経済構造
特に乗り物の製造や鋳造業の中小企業が存在することで、職場の喪失はある程度阻止された。この町で最大の雇用者が、1974年に創設されたホンゼルとW.C.ヘラエウスの合弁会社で、チタン・アルミニウム合金製品を製造する ティタール社である。この会社は、1980年から隣のメシェデ＝ヴェールスタペルに M. ブッシュ AG の子会社を設立した。アルフェルト地区とヴェルメーデ地区に RWE イノジーの流れ込み式水力発電所が2つある。
2002年、この町には2,891人の社会保険支払い義務のある労働者が働いていた。従事者が最も多かったのは（987人）加工業であった。サービス業（公務員を除く）には772人、商業には319人が従事していた。かつて重要だった交通部門は、2002年には約100人が属すだけであった。
ベストヴィヒには「フォルト・ファン」といった地域を超えて知られているレジャー施設があるにもかかわらず、観光業の重要性は限定的である。人口1000人あたりの年間宿泊数は、9167泊である。これはノルトライン＝ヴェストファーレン州の平均（2129泊）よりもかなり多いが、ホーホザウアーラント郡の平均（12,694泊）やシュマレンベルクの値（23,633泊）に比べると少ない。

### 交通

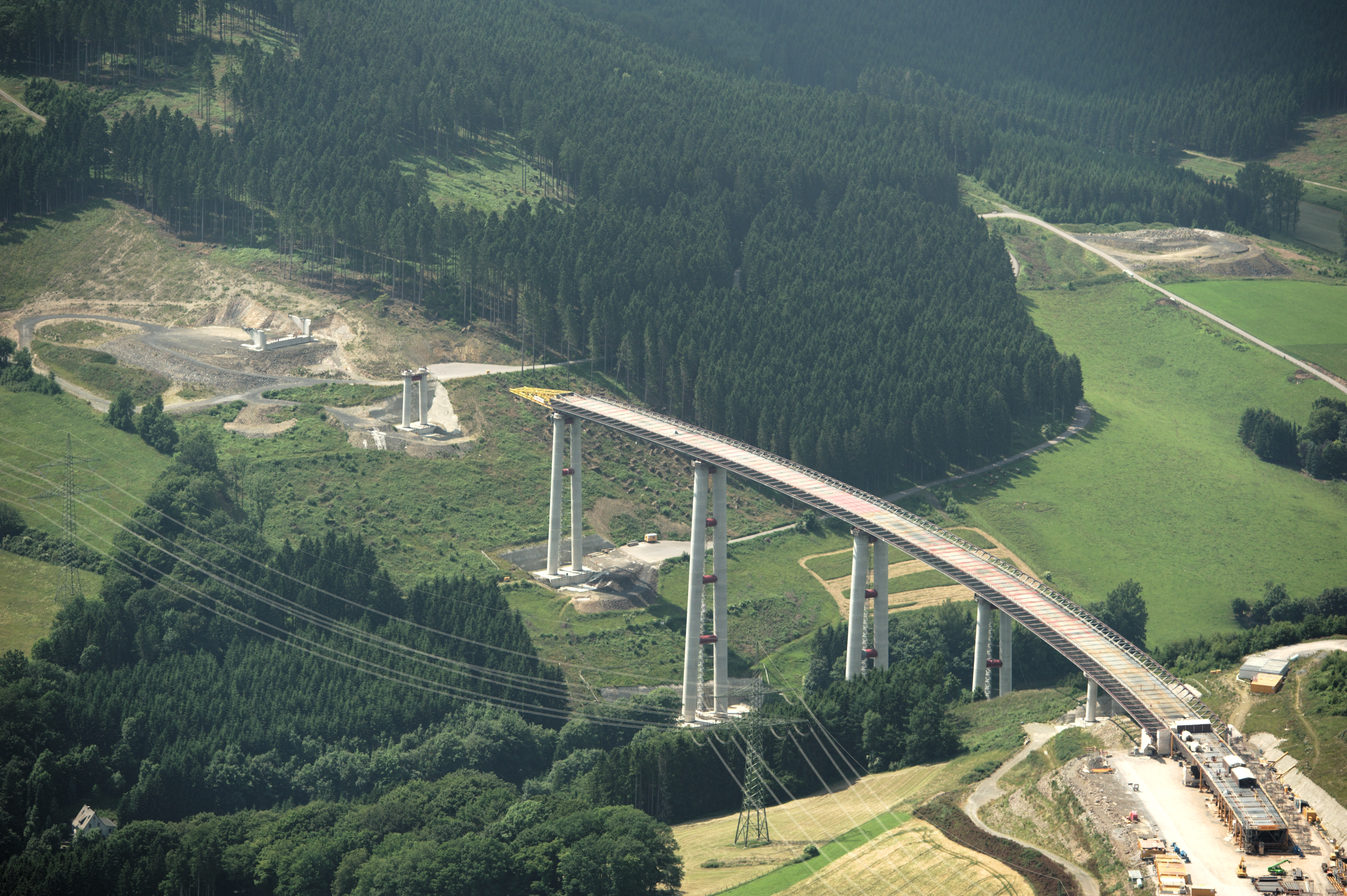
建設中のタールブリュッケ・ヌットラー（2013年7月）

#### 道路
ベストヴィヒは連邦道 B7号線および州道 L776号線沿いに位置している。連邦アウトバーン A46号線のアルンスベルク - ベストヴィヒ区間は現在ヴェルメーデ地区が終点となっている。A46号線の東側、ブリーロン/ゲッティンゲン方面の延伸工事は2009年末に始まった。ヴェルメーデとヌットラーとの間の 6 km の区間は2015年までに完成する予定である。新しいアウトバーンの区間のうち 2.5 km 以上が橋梁上を通っている。タールブリュッケ・ヌットラーは、全長 660 m でノルトライン＝ヴェストファーレン州で最長であるばかりか、谷からの高さ 115 m も同州で最高である。地方バスが周辺都市との間を定期的に運行している。

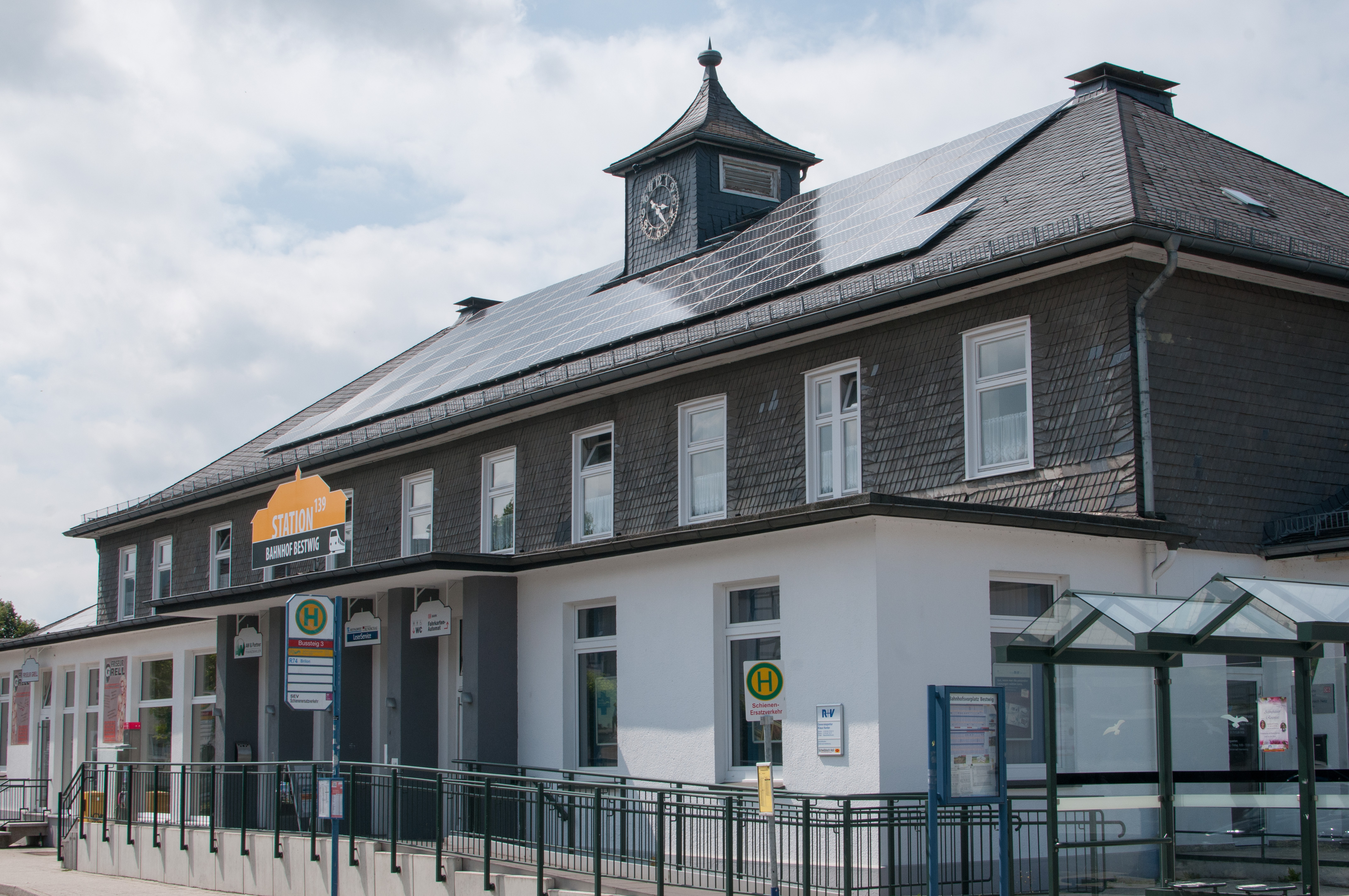
ベストヴィヒ駅

#### 鉄道 / 公共旅客交通
駅は2つの路線の乗換駅として重要であった。オーベラー・ルールタール鉄道（ハーゲン、ドルトムント、ヴァールブルク行きおよびカッセル行き）にはザウアーラント＝エクスプレス (RE 17) が、ヴィンターベルクに向かうヌットラー - フランケンベルク線にはドルトムント＝ザウアーラント＝エクスプレス (RE 57)（ドルトムント中央駅 - フレンデンベルク - ネーハイム＝ヒュステン - アルンスベルク - メシェデ - ベストヴィヒ （- ブリーロン・ヴァルト - ブリーロン・シュタット）- ジートリングハウゼン - ヴィンターベルク）が運行している。
1980年代初めまでベストヴィヒには扇形庫や転車台を有する鉄道保守工場があった。この工場は1982年5月1日にハーゲン鉄道保守工場の分工場となり、その後完全に閉鎖された。この施設の貯水塔と給水塔は保護文化財に指定されている。
ベストヴィヒ町では、公共の旅客交通は主に3つの地方バス路線によって結ばれている。この路線はいくつかの地区を互いに結び、周辺市町村に通じている。さらに2つのコミュニティバス路線、1つのデマンドバス路線、1つの夜行バス路線が利用できる。
ベストヴィヒ町のバス路線は以下の通りである:
- R74 （ブリーロン・マルクト - ）ヌットラー - オストヴィヒ - ベストヴィヒ - ヴェルメーデ （- メシェデ）
- R75 （オルスベルク - ）オストヴィヒ - ヌットラー - ベストヴィヒ - ヴェルメーデ （- メシェデ）
- 471 ベストヴィヒ - ヘリングハウゼン - ラムスベック - アンドレアスベルク - ヴァッサーファル
- B1 ベストヴィヒ - ヴェルメーデ - フェッキングハウゼン
- B2 ベストヴィヒ - ヴェルメーデ - ハルベスヴィヒ - ベルラー - ラムスベック - オーバーヴァルメ - ウンターヴァルメ
- T73 ベルラー - ハルベスヴィヒ - ニールバッハタール （- メシェデ）
- N3 （オルスベルク - ）オストヴィヒ - ヌットラー - ベストヴィヒ - ヴェルメーデ （- アルンスベルク）

#### 航空
最寄りの交通空港は、ドルトムント空港とパーダーボルン/リップシュタット空港である。

#### メディア
ベストヴィヒでは地方面を有する日刊紙として、WAZ-メディアグループに属すヴェストファーレンポストとヴェストフェリシェ・ルントシャウが刊行されている。この他に、水曜日と日曜日にフリーペーパー「ザウアーラントクリーア」が刊行されている。ローカル・ラジオでは、ラジオ・ザウアーラントがメシェデ送信所経由で放送を行っている。

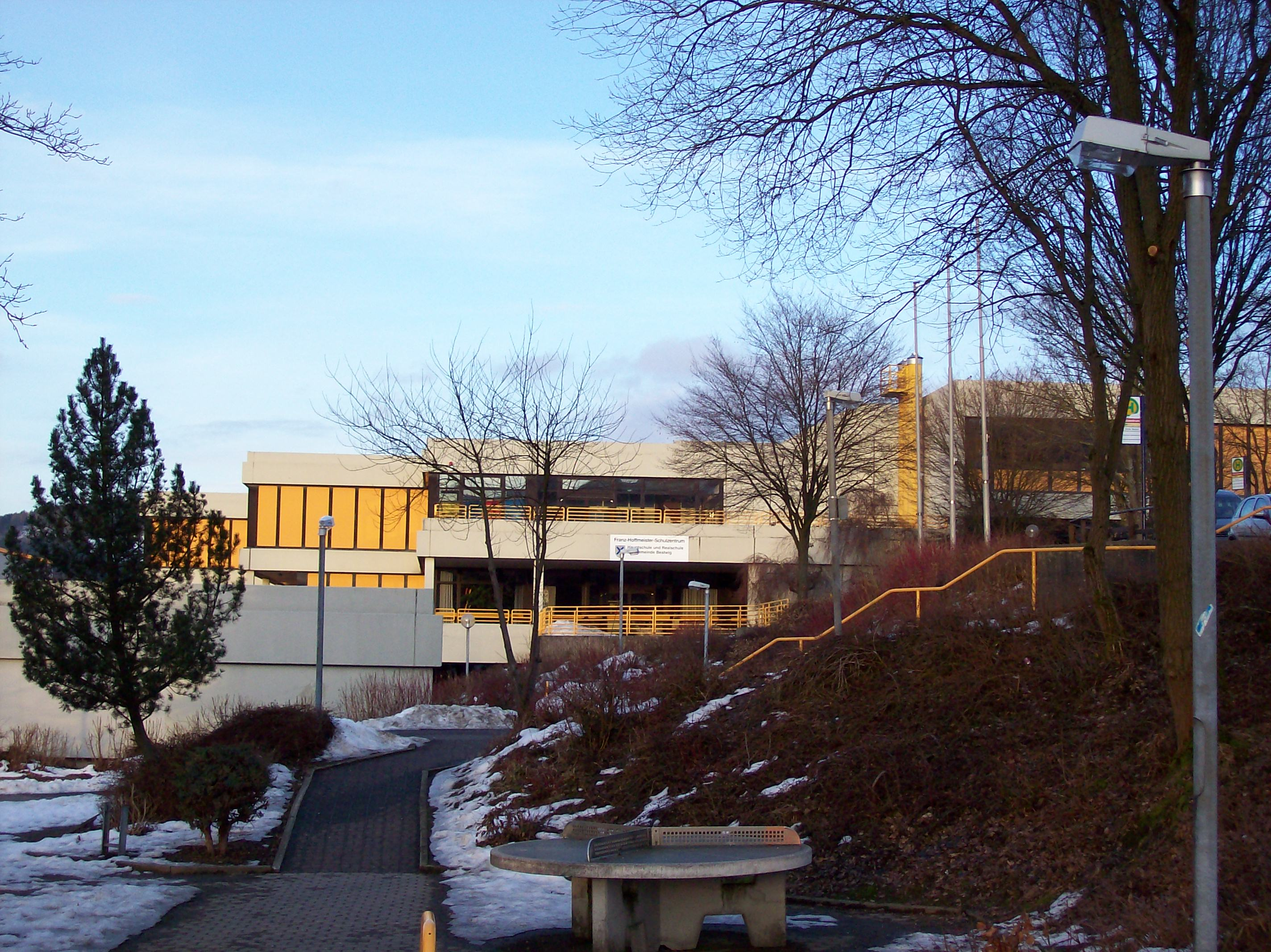
ベストヴィヒ学校センター

### 教育
この町の各地区には、合わせて9園の幼稚園または託児所がある。ヴェルメーデ、ラムスベック、ヌットラーには基礎課程学校がある。オストヴィヒ地区のベストヴィヒ学校センターは町立の本課程学校と実科学校からなる。オストヴィヒには学習に重点を置いた養護学校もある。聖マリア・マグダレーナ・ポステル姉妹団はベルククロスター職業補習高等専門学校や療養職従事者のための教育アカデミーを運営している。ホーホザウアーラント市民大学はベストヴィヒにも教育課程を設けている。

## 人物

### 出身者
- フェルディナント・フォン・リュニンク（1888年 - 1944年）政治家。反国家社会主義活動家
- フランツ・ヘングスバッハ（ドイツ語版、英語版）（1910年 - 1991年）エッセン司教
- テオ・ビュッカー（ドイツ語版、英語版）（1948年 - ）サッカー選手

## 関連資料

### 書籍
- Tochtrop, Theodor (1973). 100 Jahre Bahnbetriebswerk Bestwig 1873–1973
- Verein für Natur- und Vogelschutz im HSK e. V., ed (1998). Handbuch Natur: Tier- und Pflanzenwelt im Hochsauerland
- Kracht, Peter (2005). Sauerland, Siegerland und Wittgensteiner Land. Münster: Aschendorff. ISBN 978-3-402-05497-0
- Götte, Richard (2007). Flora im östlichen Sauerland. Arnsberg: Verein für Natur- und Vogelschutz im HSK e.V.. ISBN 978-3-00-021099-0
- Heimatbund der Gemeinde Bestwig e. V., ed (2007). An Ruhr, Valme und Elpe – Heimatkundliche Beiträge aus den Dörfern der Gemeinde Bestwig

これらの文献は、翻訳元であるドイツ語版の参考文献として挙げられていたものであり、日本語版作成に際し直接参照してはおりません。

### ウェブ
- “Landschaftsplan Bestwig” (PDF).   Hochsauerlandkreis -Untere Landschaftsbehörde- (2008年). 2018年3月22日閲覧。
- “Kommunalprofil Bestwig” (PDF).   Information und Technik Nordrhein-Westfalen (IT.NRW) (2017年5月31日). 2018年3月21日閲覧。

### 訳注
1. ↑  1999年までは二頭制で、町長は名誉職で儀礼上の町の代表者であり、ゲマインデディレクターが行政の長を務めた。
2. ↑  鉄道を意味する「Bahn」に小さいものを表す語尾「-chen」が組み合わされた語